# Kriptohilus
Kriptohilus (lat. Cryptochilus), manji rod trajnica iz porodice kaćunovki. Postoji pet priznatih vrsta

## Vrste
1. Cryptochilus ctenostachyus Gagnep.
2. Cryptochilus luteus Lindl.
3. Cryptochilus petelotii Gagnep.
4. Cryptochilus roseus (Lindl.) S.C.Chen & J.J.Wood
5. Cryptochilus sanguineus Wall.